# Margaret Fuller
Sarah Margaret Fuller Ossoli (Cambridge, 23 maggio 1810 – Fire Island, 19 luglio 1850) è stata una scrittrice, giornalista e patriota statunitense.
È ricordata per essere stata una femminista americana e la sua opera principale, Woman in the Nineteenth Century, è considerato il primo libro sui diritti delle donne negli Stati Uniti. Fu anche un'importante esponente del Trascendentalismo. Nel 1846 Fuller andò in Europa e divenne la prima donna corrispondente estero per il New York Tribune. Il suo prestigio come intellettuale le permise anche di essere la prima donna ad aver accesso alla biblioteca dell'Università di Harvard, all'epoca riservata esclusivamente agli uomini.

## Biografia
Nata a Cambridgeport, frazione della piccola città di Cambridge nel Massachusetts (ora assorbita nell'area urbana di Boston), Margaret è figlia di Timothy Fuller, importante avvocato e politico locale, il quale le impartisce una rigida educazione, soprattutto improntata allo studio dei classici greci e latini. Ciò influenzerà fortemente le sue inclinazioni verso le tematiche dell'indipendenza e dell'emancipazione femminili, ma contribuirà a relegarla nel più assoluto isolamento delle compagne di scuola che, a causa della sua preparazione, la considerano una sorta di saccente e arrogante antipatica.
L'educazione di Margaret procederà in una scuola privata e, autonomamente, con le traduzioni di testi in tedesco, francese e italiano che le consentiranno di impadronirsi delle tre lingue europee. Nel 1833 il padre decide di trasferirsi in una casa di campagna nei dintorni di Groton, dove, due anni dopo, morirà colpito dal colera, lasciando i familiari senza mezzi di sostentamento. Allo scopo di aiutare la famiglia, Margaret accantona temporaneamente le ambizioni letterarie per iniziare un quadriennio (1836-1839) d'insegnamento prima a Boston e, poi, a Providence.

## Scrittrice e giornalista
Ben presto si associa alle idee del trascendentalismo, diviene amica del poeta Ralph Waldo Emerson e, dal 1840 al 1842, viene chiamata a dirigere la rivista politico-letteraria The Dial, sulla quale pubblica il suo primo saggio Il grande processo: l'uomo contro gli uomini, la donna contro le donne. 

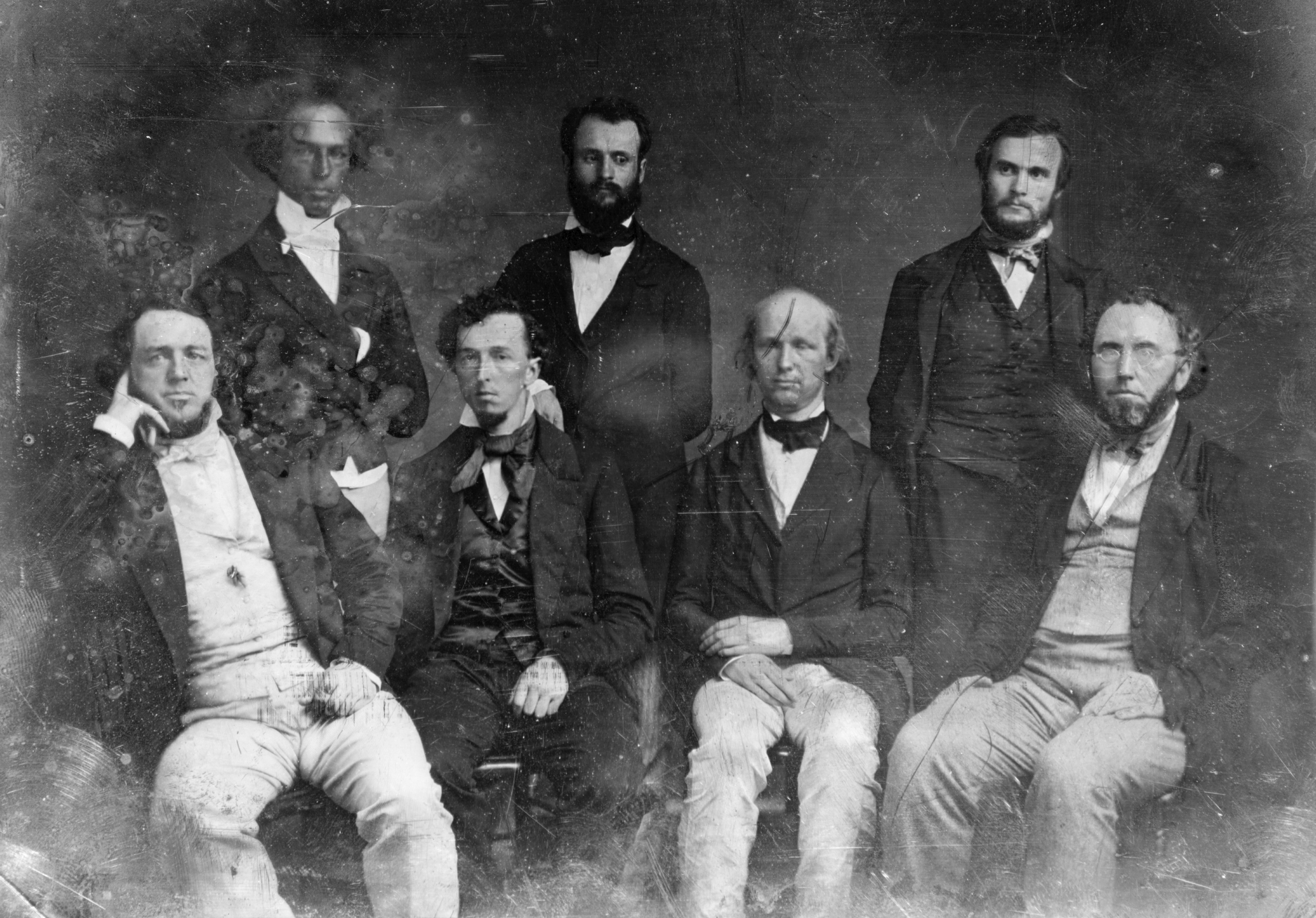
I colleghi di Margaret alla redazione al New York Tribune, in una foto di Mathew Brady del 1849. Il secondo seduto da dx è il direttore Horace Greeley

Nel 1843 si dedica alla produzione letteraria, inserendo le sue teorie progressiste e femministe ante litteram nell'opera Estate sui laghi nel 1843 che, pubblicata l'anno successivo, le procurerà una certa notorietà e l'assunzione come giornalista nel New York Tribune.
È la prima donna ad essere assunta come giornalista da un giornale importante. Continua la sua attività di letterata con l'opera La donna nell'Ottocento (1845), in cui scriveva che l'integrazione della donna nella vita pubblica avrebbe condotto ad una femminilizzazione della cultura che avrebbe messo fine ad ogni forma di violenza, inclusa l'uccisione degli animali per l'alimentazione umana (ella è infatti anche sostenitrice del vegetarismo per sensibilità verso le sofferenze animali). Dalle pagine del New York Tribune, insiste sulla necessità di una maggiore emancipazione femminile, sia politica che sociale.
Nel 1846 il suo giornale è in piena lotta editoriale con il concorrente New York Herald, che ha inviato un proprio corrispondente in Europa per intervistare i celebri intellettuali dell'epoca e per seguire le idee libertarie e repubblicane, che in quegli anni scuotevano le ancestrali fondamenta politiche del vecchio continente. L'invio di un corrispondente in Europa anche per il New York Tribune diviene indispensabile e la scelta di Horace Greeley cade su Margaret Fuller che, oltre ad essere molto amata dai lettori per la sua capacità descrittiva e la sua vena polemica, conosce buona parte delle lingue europee.

## L'avventura in Italia
Preceduta dalla sua fama, giunge a Londra, ove è accolta calorosamente da un folto gruppo di intellettuali e politici tra cui Giuseppe Mazzini, del quale diverrà grande amica. La sua prima intervista importante è quella al celebre filosofo Thomas Carlyle, cui non nasconderà la delusione per le sue idee retrive e antifemministe, scatenando un nugolo di reazioni stizzite, sia in patria che in Inghilterra. 

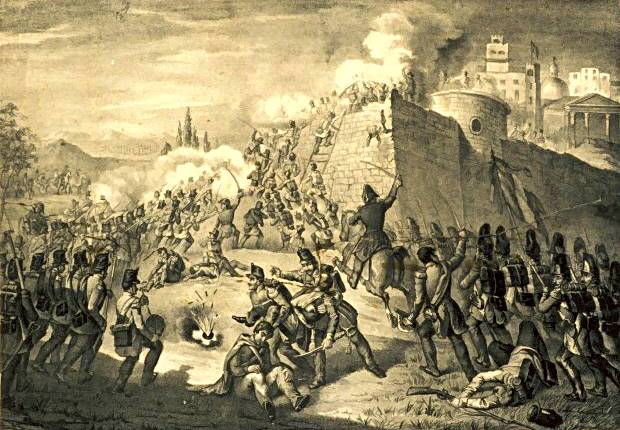
Assalto delle truppe francesi ai bastioni di Roma nel 1849 al tempo della Repubblica Romana.

Affascinata dagli infervorati racconti di Mazzini, dopo una breve tappa a Parigi per intervistare George Sand, raggiunge l'Italia allo scopo di testimoniare il clima di grande attesa innescato dall'elezione di Pio IX.
Durante la settimana santa del 1847 Margaret Fuller giunge a Roma, ove in San Pietro incontra il marchese Giovanni Angelo Ossoli, di dieci anni più giovane, con il quale inizia una relazione. Rimasta incinta e vista la difficoltà di un matrimonio nella città santa, Margaret si ritira a L'Aquila e poi a Rieti. La lontananza da Roma le impedisce di continuare ad inviare i propri reportage per il Tribune; ciò comporta un aggravamento della sua situazione economica già precaria. A Rieti il 5 settembre 1848 dà alla luce il figlio Angelo Eugenio Filippo Ossoli, detto Angelino.
Affidato il figlio a Rieti ad una balia ritenuta fidata e tornati a Roma, Margaret può riprendere l'attività giornalistica, facendo la spola con Rieti per rivedere il suo piccolo. Durante la Repubblica, mentre il marito combatte sulle mura vaticane, Margaret è incaricata da Cristina Trivulzio della direzione dell'ambulanza presso l'ospedale Fatebenefratelli e successivamente dell'ambulanza presso il palazzo del Quirinale.
Abbattuta la Repubblica a causa dell'intervento francese, Margaret e Giovanni ritornano a Rieti dal loro Angelino, che trovano gravemente debilitato per colpa della balia che, non ricevendo compensi da Roma a causa del blocco francese, aveva smesso di nutrirlo. Dopo un mese di intense cure il bimbo riprende vita, così i tre riparano a Perugia e ai primi di ottobre a Firenze, temendo ritorsioni da parte del nuovo governo pontificio nel caso fossero rientrati in Roma, ma anche con l'intento di raggiungere gli Stati Uniti credendo di poter pubblicare il libro che Margaret sta scrivendo ed ottenere un congruo numero di vendite.
Nel frattempo le truppe austriache del feldmaresciallo Konstantin d'Aspre avevano invaso la Toscana, ma gli Ossoli non ne subiscono alcuna conseguenza, se non difficoltà iniziali per ottenere dalla polizia il permesso di soggiornare in Toscana. Durante il lungo soggiorno fiorentino Margaret lavora alla Storia della Rivoluzione Italiana, saggio in cui narra le vicende della Repubblica Romana e dei suoi protagonisti.

## Il ritorno e la morte
Finalmente i tre trovano un passaggio su un mercantile che trasporta un carico di sete e marmo al porto di New York. Il 17 maggio 1850, accompagnati dalla bambinaia (tale Celeste Paolini), s'imbarcano a Livorno sul vascello Elizabeth. Il caso vuole che nel corso della navigazione il capitano della nave muoia per il vaiolo e il comando venga assunto da un giovane e inesperto ufficiale di bordo, Mr Bangs.
Nel mezzo della notte, in vista del porto di New York, all'altezza di Fire Island, la Elizabeth s'incaglia, a causa del forte vento che ne ha aumentato la velocità ingannando Bangs. Quasi tutti i membri dell'equipaggio, oltre alla moglie del capitano defunto, riusciranno a salvarsi aggrappati a travi della nave, ormai andata in pezzi dopo 12 ore di agonia. Un tentativo di salvare Angelino viene fatto dallo stewart che se lo carica a tracolla, ma i due vengono gettati esanimi a riva dai marosi. Margaret Fuller, Giovanni Ossoli e la Paolini, aggrappati all'albero di prua, vengono inghiottiti dalle onde e non saranno mai più ritrovati. Sono le due del pomeriggio del 19 luglio 1850. Anche il manoscritto del saggio che Margaret voleva pubblicare andrà disperso per sempre.

## Opere
- Woman in the Nineteenth Century
- Writing New York: A Literary Anthology
- Forest Fires: An Introduction to Wildland Fire Behaviour, Management, Firefighting and Prevention (Wiley Nature Editions)
- The Woman And The Myth: Margaret Fuller's Life and Writings
- Trails of the Sawtooth and White Cloud Mountains